# Лагеря принудительных работ на Чехословацких урановых рудниках
Лагеря принудительных работ (ЛПР) , действовавшие в период с 1949 по 1951 год на горнодобывающих объектах национального предприятия «Яхимовские рудники», являлись частью системы трудовых ресурсов, созданных на основании закона № 247/48  Св. зак.  “о лагерях принудительного труда”. Все послевоенные ЛПР, независимо от сферы экономики, для которой они строились, находились в ведении Министерства внутренних дел Чехословакии.

## Назначение и особенности лагерей принудительного труда
Специфика лагерей принудительных работ в соответствии с законом  №. 247 от 1948 г., заключалось в том, что граждане направлялись в них не по решению суда, а по решению Национального комитета (гражданского органа государственной власти). Двухлетнее назначение в ЛПР должно было служить последним предупреждением для политически неблагонадежных лиц о необходимости привести свою жизнь в соответствие с требованиями правящей Коммунистической партии. В случае, если  двухлетние пребывание  в ЛПР не срабатывало, проблемным лицам могло грозить судебное наказание и заключение в тюрьме или исправительно-трудовом лагере уже на более длительный срок.
Большинство послевоенных чехословацких ЛПР служили для удовлетворения экономических потребностей в области сельского хозяйства, строительства, металлургической промышленности или добычи угля .

## ЛПР и добыча урана
В рамках Чехословацкой урановой промышленности были созданы следующие принудительные трудовые лагеря:
| название лагеря                                             | расположение       | основание       | расформирование |
| ----------------------------------------------------------- | ------------------ | --------------- | --------------- |
| Вршек (чеш. Vršek)                                          | Яхимовский район   | 10.03.1949      | 25.04.1951      |
| Во́йна (чеш. Vojna)                                          | Пршибрамский район | 22.11.1949      | 20.07.1951      |
| Брод (филиал ЛПР Война,чеш. Brod, pobočka NTP Vojna)        | Пршибрамский район | декабрь 1949 г. | 20.01.1951      |
| Николай (филиал ЛПР Вршек, чеш. Nikolaj, pobočka NTP Vršek) | Яхимовский район   | 09.01.1950      | 15.02.1951      |
| Плавно (филиал ЛПР Вршек чеш. Nikolaj, pobočka NTP Vršek)   | Яхимовский район   | 09.15.1950      | июнь 1951 г.    |

В 1951 году лагеря Вршек, Война и Николай были преобразованы в исправительно-трудовые лагеря Министерства национальной безопасности и заполнены осужденными преступниками (в т.ч. осужденными по политическим статьям).

## Различия между ЛПР и исправительно-трудовыми лагерями
Как правило, пребывание в ЛПР допускало определенную степень свободы и более мягкое обращение для несудимых лиц. Большинство  заключенных из числа содержавшихся в ЛПР гражданских, по-видимому, никогда не сталкивались с формами жестокости, издевательств и беззакония,  наблюдавшимися  в  исправительных лагерях в 1950-1955 годах. Тем не менее сохранившиеся свидетельства непосредственных жертв  ЛПР указывают на то, что жизнь в них отнюдь не идиллической, особенно если за управление лагерем отвечал человек  с серьезным  расстройством  личности. По сути, гражданские заключенные ЛПР практически не имели возможности защитить себя от произвола лагерного начальства.